# Riserva naturale della laguna di Apoyo

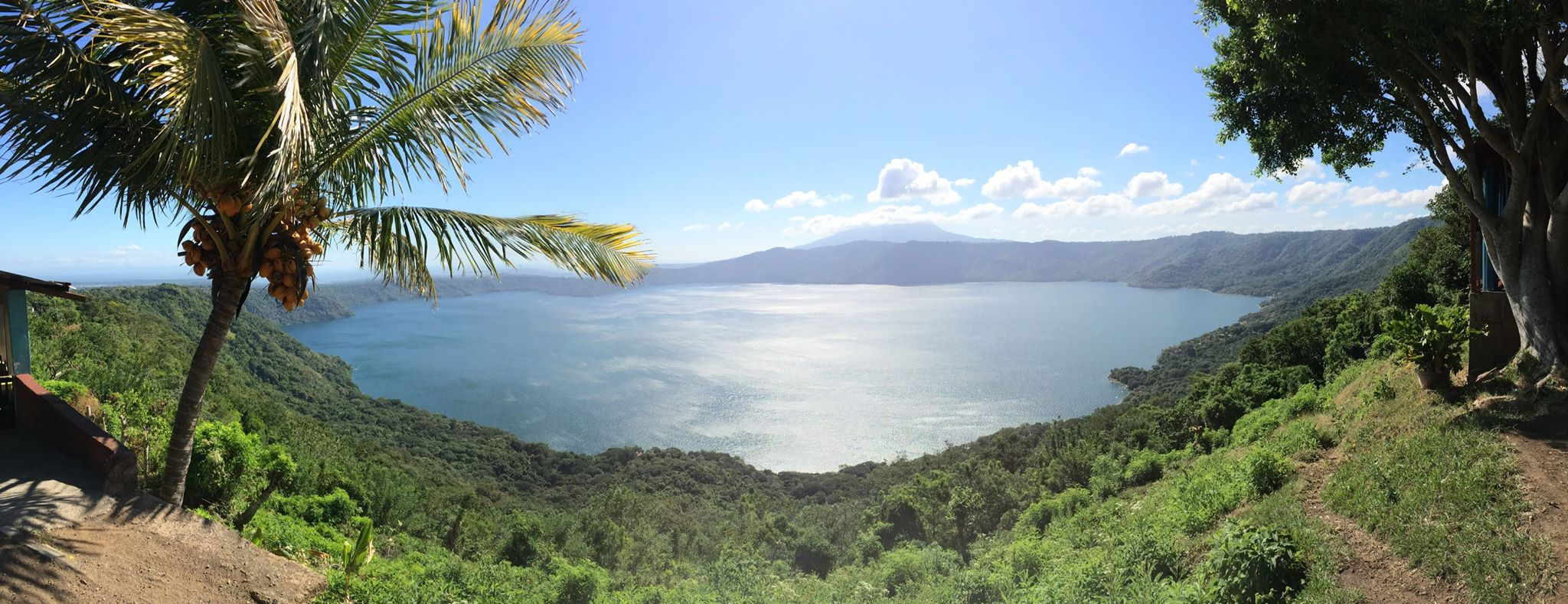
Veduta della laguna di Apoyo

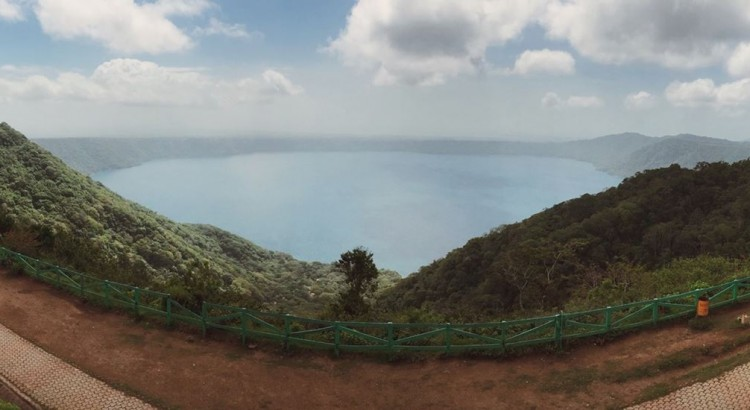
Vista della Laguna de Apoyo, osservabile dal Mirador de Catarina a pochi km di distanza da Masaya e Granada. Nello sfondo si può osservare il [http://www.nicaraguayestravel.com/laguna-de-apoyo/ Lago Nicaragua

La riserva Naturale della Laguna di Apoyo (in spagnolo: Reserva Natural de la Laguna de Apoyo) è situata in Nicaragua tra Masaya e Granada.
La laguna di Apoyo è un cratere di origine vulcanica con un diametro di 6,6 chilometri e una profondità di 176 metri. Con il decreto 42-91, la laguna di Apoyo è stata riconosciuta come Riserva Naturale a partire dal 1 ottobre 1991. Con la risoluzione ministeriale numero 001-2010 è stata approvata il piano di gestione e mantenimento della laguna.

## Turismo
La Laguna di Apoyo è una delle più grande fonti di turismo del Nicaragua..
Oltre alla meravigliosa acqua su cui si può anche fare kayak, ciò che rende veramente magico la http://www.nicaraguayestravel.com/laguna-de-apoyo/ è la rigogliosa vegetazione completamente incontaminata che ricopre le pendici del vulcano. Questa vegetazione tropicale offre riparo a tante specie di volatili e numerose scimmie urlatrici con il loro inconfondibile richiamo.
Dovuto a questa fauna e flora unica da qualche anno la Laguna de Apoyo è stata dichiarata riserva naturale Archiviato il 27 settembre 2017 in Internet Archive., è infatti vietato l’uso di qualsiasi barca a motore